# Coldwave
Coldwave (ola fría en español) es un género musical que en principio se refiere a una variante del post-punk a finales de los años 1970s en Francia y sur de Bélgica. El término musical fue utilizado en 1977 para describir la música de la banda inglesa de post-punk Siouxsie And The Banshees. Su influencia principal se encuentra también en bandas como Joy Division, Bauhaus o The Cure y encuentra su manifestación en grupos como: KaS Product, Martin Dupont, Asylum Party, Norma Loy, Clair Obscur, Marquis de Sade, Opera Multi Steel, Trisomie 21 o South of No North

## Historia

### Orígenes del término
El término Cold Wave se utilizó por primera vez el 26 de noviembre de 1977 en el semanario musical del Reino Unido,  Sounds: el titular de su portada, que muestra a dos de los integrantes de Kraftwerk, Ralf Hütter y Florian Schneider, fue "La nueva música: Cold wave" . Ese año, Kraftwerk había publicado Trans-Europe Express.
Sin embargo, el término Cold wave se reutilizó a la semana siguiente en el mismo semanario por el periodista Vivien Goldman, en un artículo sobre Siouxsie And The Banshees, describiendo su música como "fría, maquinal y apasionada a la vez" y comentó acerca de la banda: "Escucha el rugido cold wave de los años 70 en los años 80". Retrospectivamente el historiador musical Simon Reynolds también catalogó el primer álbum del grupo, The scream (1978), como cold wave. Para los críticos, el estilo cold wave también es aplicable a la producción de Martin Hannett de Joy Division, grupo prominente a finales de los 1970s y principios de los 1980s. Hannett se integró en Joy Division a finales de 1978. Su primera grabación con la banda fue el tema "Digital" para el álbum "A Factory Sample" lanzado a principios de 1979. Varias bandas se inspiraron con el post-punk de estos dos grupos, Siouxsie and the Banshees y Joy Division.
Pieter Schoolwerth describe el estilo de las primeras producciones francesas de este estilo como similares a los álbumes Seventeen Seconds y Faith de The Cure de 1980 y 1981 respectivamente.

### Escenas francesa y belga
Los primeros grupos franceses punk rock precursores de la escena como Stinky Toys, Métal Urbain o The Opposition comenzaron a tocar en el extranjero a finales de los años setenta.
Otra escena de músicos franceses y belgas que cantaron en inglés surgieron a principios de los años ochenta. Estas bandas fueron Marquis de Sade, KaS Product, Siglo XX, Asylum Party, Twilight Ritual, Norma Loy, Pavillon 7B, Résistance, Clair Obscur, Richard Pinhas, Artefact, Opera Multi Steel, Trisomie 21, Lizzy Mercier Descloux y Die Form. A finales de 1980, los grupos Asylum Party, Little Nemo, Museum of Devotion y The Breath of Life continuaron practicando el estilo. Este último,
según el historiador musical Mick Mercer, incluyó "algunos de los elementos más brillantes de Siouxsie and the Banshees, con "poder sutil y una carga de confusión emocional ." El periodista Jean-François Bizot inicialmente documentado la escena. El coldwave original Generalmente los grupos no fueron distribuidos en los Estados Unidos y no cantaban en inglés.
Los grupos comenzaron a alcanzar el éxito en Francia en 1980, cuando Patrick Zerbib escribió un artículo para la revista Actuel sobre los grupos Marquis de Sade, Artefact y Jacno, titulado "Les jeunes gens modernes aiment leurs mamans" ( "los jóvenes modernos aman a sus madres" ).
Un artículo retrospectivo reciente enumera diversas influencias estilísticas y conceptuales :

Aprovechando la doble eficacia del método del hágalo usted mismo y la provocación establecida por la estrategia activista de la experimentación que había permitido el punk, la new wave recupera al mismo tiempo las vanguardias históricas artísticas (constructivismo, el futurismo, el simbolismo, el dadaísmo , el realismo socialista [...]), la literatura (romanticismo, ciencia ficción [...]), la película (nueva ola francesa, expresionismo alemán [...]) y las últimas tecnologías avanzadas (electrónica, robótica, [nuclear ...]).

Wierd Records se atribuye el establecimiento del interés en el estilo en los Estados Unidos, mientras que The Liberty Snake Club hizo mucho para popularizarlo dentro del Reino Unido. El recopilatorio de Tigersushi Records, So Young So Cold, compilado por Ivan Smagghe, es un documento de la escena.